# Old Flowers
Old Flowers è il settimo album in studio della cantautrice americana Courtney Marie Andrews. È stato pubblicato il 24 luglio 2020 tramite Fat Possum Records.
Per l'album, Andrews ha ricevuto una nomination come miglior album americano alla 63ª edizione dei Grammy Awards, ma ha perso contro World on the Ground di Sarah Jarosz.

## Accoglienza
Old Flowers ha ricevuto recensioni generalmente favorevoli da parte della critica. In Metacritic, che assegna una valutazione media ponderata su 100 alle recensioni delle pubblicazioni tradizionali, questa versione ha ricevuto un punteggio medio di 81, basato su 15 recensioni. L'aggregatore AnyDecentMusic? ha il consenso critico dell'album a 7,3 su 10, sulla base di 17 recensioni. L'aggregatore Album of the Year ha valutato il consenso della critica come 76 su 100, sulla base di 20 recensioni.
Dylan Barnabe di Exclaim! ha elogiato l'album dicendo: "È emotivo, redentore e lascia un segno indelebile nell'ascoltatore. Andrews offre uno sguardo crudo, onesto e incrollabile allo specchio di una relazione fallita e si ritrova; è una storia vecchia quanto il tempo, ma in qualche modo detto qui in modo più dolorosamente bello».

## Tracce
1. Burlap String – 3:57
2. Guilty – 3:54
3. If I Told – 4:58
4. Together Or Alone – 4:01
5. Carnival Dream – 4:20
6. Old Flowers – 3:48
7. Break the Spell – 4:22
8. It Must Be Someone Else's Fault – 3:18
9. How You Get Hurt – 4:24
10. Ships in the Night – 4:02